# Leptopelis viridis
Espèce
Synonymes
- Hylambates viridis Günther, 1869 "1868"
- Hylambates hyloides Boulenger, 1906 "1905"
- Leptopelis hyloides (Boulenger, 1906)
- Leptopelis nanus Ahl, 1924
- Leptopelis togoensis Ahl, 1929
- Leptopelis liberiensis Ahl, 1929

Statut de conservation UICN

 LC  : Préoccupation mineure
Leptopelis viridis est une espèce d'amphibiens de la famille des Arthroleptidae.

## Répartition
Cette espèce se rencontre au Sénégal, au Gambie, en Guinée, en Guinée-Bissau, au Liberia, en Sierra Leone, au Burkina Faso, en Côte d'Ivoire, dans le sud du Mali, dans le Sud du Niger, au Ghana, au Bénin, au Togo, au Nigeria, au Cameroun, dans le Sud du Tchad, en Centrafrique et dans le nord du Congo-Kinshasa,.
Sa présence est incertaine au Soudan du Sud.

## Description
Les mâles mesurent de 33 à 35 mm et les femelles de 42 à 48 mm.

## Publication originale
- Günther, 1869 "1868" : First account of species of tailless batrachians added to the collection of the British Museum. Proceedings of the Zoological Society of London, vol. 1868, p. 478-490 (texte intégral).